# Marquion
Marquion é uma comuna francesa na região administrativa de Altos da França, no departamento de Pas-de-Calais. Estende-se por uma área de 8,22 km². Em 2010 a comuna tinha 986 habitantes (densidade: 120 hab./km²).